# Mitsubishi Heavy Industries
Mitsubishi Heavy Industries, Ltd. (jap. 三菱重工業株式会社 - Mitsubishi Jūkōgjō Kabušiki-kaiša ali samo MHI, je japonski težkoindustrijski konglomerat, ki je aktiven na številnih področjih: elektrarne, težki stroji, ladje, letala, helikopterji, vesoljske rakete, sateliti in drugo
Sedež podjetja je v Tokiu, Japonska.

## Izdelki MHI
- Klimatske naprave in hladilniki
- Oklepljena bojna vozila
- Tanki
- Naprave za desalinizacijo
- Dizelski motorji
- Električni avtobusi
- Oprema za elektrarne
  - Oprema za plinskoparne elektrarne[2]
  - Vetrne turbine [3]
  - Plinske turbine[4]
  - Parne turbine[5]
  - Kotli in uparjalniki
- Gorivne celice, baterije[6]
  - Turbopolnilniki
  - Lahka železniška vozila, vlaki za podzemne železnice
  - Tiskalni stroji
- Viličarji
- Roboti
- Kompresorji
- Ladjedelništvo
  - Potniške križarke
  - Trajekti
  - Tankerji za LPG
  - Naftni tankerji
  - Podmornice
    - DSV Shinkai 2000
    - DSV Shinkai 6500

  - Čikju
  - Vojne ladje
    - Atago (razred rušilcev)
    - Harušio (razred podmornic)
    - Hatakaze (razred rušilcev)
    - Kongo (razred rušilcev)
    - Tačikaze (razred rušilcev)
    - Takanami (razred rušilcev)
    - Natsušio (razred podmornic)
    - Ojašio (razred podmornic)
    - Sorju (razred podmornic)
    - Hajabusa (razred patruljnih čolnov)
    - Torpedi
- Letala in helikopterji:
  - Mitsubishi ATD-X
  - Mitsubishi F-1
  - Mitsubishi F-2
  - Mitsubishi F-15J
  - Mitsubishi H-60
  - Mitsubishi MH2000
  - Mitsubishi MU-2
  - Mitsubishi MU-300 Diamond
  - Mitsubishi RP-1
  - Mitsubishi T-2
  - Mitsubishi Regional Jet
- Vesoljsko industrija:
  - H-II - vesoljska raketa
  - H-IIA - vesoljska raketa
  - H-IIB - vesoljska raketa
  - HTV-1
  - Hayato - satelit
  - Hyflex
  - Kounotori 2
  - Kounotori 3
  - Kounotori 4
  - N-I - vesoljska raketa
  - N-II - vesoljska raketa
  - Negai -  satelit
  - SDS-1
  - SDS-4
  - SELENE
  - Waseda-SAT2
  - WINDS